# 嫦舟蛾属
嫦舟蛾属（得名自嫦娥，原因不可考）为舟蛾科的一个属。

## 物种
本属包括以下物种：
- 诺嫦舟蛾 Changea notitiae Schintlmeister, 2008（中國廣西南部與海南島）
- 嫦舟蛾 Changea yangguifei Schintlmeister & Fang, 2001（印度東北部至雲貴高原、撣邦高原一帶）